# Jan Knippenberg Memorial
De Jan Knippenberg Memorial (JKM) is een Nederlandse ultraloop en wordt beschouwd als de langste strandloop ter wereld. De strandloop loopt van Hoek van Holland naar Den Helder en is vernoemd naar de ultraloper Jan Knippenberg. In totaal waren er twaalf edities waarbij de lengte van de hoofdafstand varieerde tussen de 100 Engelse mijl (160,9 km) en 50 Engels mijl (80 km). Bij de edities met als hele afstand 100 Engelse mijl werd gestart op de atletiekbaan van AV Fortuna in Vlaardingen en gefinisht bij Marinekazerne Erfprins in Den Helder. Bij de loop wordt een tijdslimiet gehanteerd van 22 uur.
De Nederlandse kust was bij Knippenberg zeer geliefd. Hij liep er regelmatig zijn ultralange trainingsafstanden, alleen of met zijn loopvriend Ron Teunisse. Knippenberg overleed op 23 november 1995 aan longkanker en gold als grote inspiratiebron voor ultralopers.
Ria Buiten won de wedstrijd bij de vrouwen zesmaal (4 x 100 EM, 2 x 50 EM).
De laatste editie vond plaats op 26 maart 2016.

## Deelname-eisen
Deelname aan deze afstand is alleen toegestaan als een atleet in de afgelopen vijf jaar:
- 100 km heeft gelopen binnen 9:30 of
- 12 uur heeft gelopen en daarbij minimaal 120 km heeft afgelegd of
- 24 uur heeft gelopen en daarbij minimaal 200 km heeft afgelegd of
- eerder is gefinisht in de JKM of de '120 van Texel'.
- Finisher van de Spartathlon

## Geschiedenis

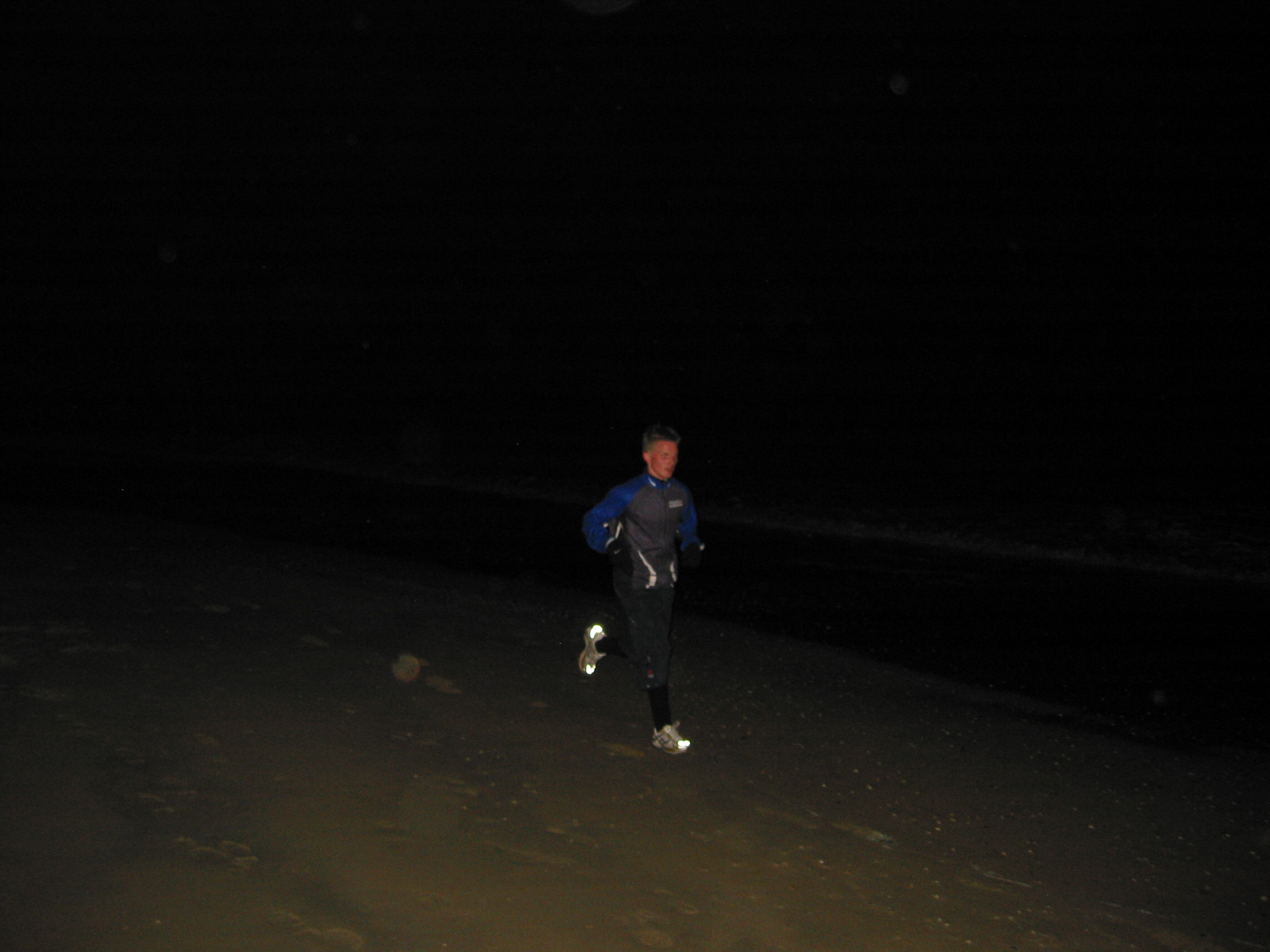
Meervoudig JKM-winnaar Wim-Bart Knol in actie tijdens de nachtelijke uren van de JKM-editie 2008

De eerste vier edities werden georganiseerd door Stichting Jan Knippenberg Memorial, waarvan Knippenbergs broer Bob de voorzitter is. Er werd geholpen door SV Noordkop Atletiek (Den Helder), AV Suomi (Santpoort) en Henk Heemskerk, die zelf ultraloper is. De eerste editie werd gewonnen door Ron Teunisse. Dit had anders kunnen uitpakken, omdat Wim-Bart Knol, ondanks een eigen fietser als begeleider, verkeerd was gelopen in het sluisgebied vlak bij IJmuiden. Knol besloot op gepaste afstand achter Ron Teunisse te blijven. De drie edities hierna liet hij zien de betere ultraloper te zijn en trok de overwinningen naar zich toe.
Wegens organisatorische moeilijkheden werd de loop vanaf 2004 ingekort tot 50 Engelse mijl (80 km), waarbij start en finish in Den Helder plaatsvonden. Doordat bij de dames Ria Buiten zich vergiste in het parcours, pakte Lies Heijnen de overwinning. Uiteindelijk zou Ria drie kwartier later finishen. Ook werd dit jaar de wedstrijd verrijkt met een loop over 20 Engelse mijl (32 km).
In april 2006 won Marc Papanikitas (Belgische moeder en Griekse vader) de 50 Engelse mijl in een ongelofelijk snelle 5 uur en 19 minuten. Hij bleef hiermee Lucien Taelman, de winnaar van het vorige jaar, ruim 42 minuten voor op de finish. Na afloop meldde hij: "Uiteraard kom ik hier terug om mijn titel te verdedigen. En kom ik niet om te lopen, dan zeker voor een mooie vakantie. Als het kon, zou ik hier zelfs wel willen wonen. Het pittoreske landschap heeft mijn hart gestolen. Ik heb niets of niemand meer gezien, bleef mooi in cadans, werd na drie, drieënhalf uur gepakt door de prachtige omgeving. Door dat laatste liep ik de race uit met plezier; een fietser naast me zei me dat ik op bepaalde stukken zestien kilometer per uur liep. Zulke zaken geven me klaarblijkelijk toch een ander, extra soort motivatie."
In 2008 liep Knol lange tijd op kop in de wedstrijd en zag het ernaar uit dat hij voor de vierde maal de overwinning naar zich toe zou trekken. Dit bleek anders uit te pakken, toen een oude achillespeesblessure hem parten begon te spelen en hij uiteindelijk rond de 115 km in de buurt van Egmond aan Zee vanwege de pijn moest opgeven. Jan Albert Lantink was hem op dat moment al gepasseerd in de wedstrijd die gelopen werd rond de vier graden en met een klein windje pal tegen. Lantink arriveerde als eerste op de kazerne in Den Helder in een tijd van 16 uur en 23 minuten. Bij de vrouwen won Ria Buiten de wedstrijd.

## Estafetteloop
Sinds de eerste editie loopt er telkens een estafetteteam mee, bestaande uit leerlingen van "De Hogeberg" uit Den Burg. Jan Knippenberg was jarenlang geschiedenisleraar op deze school. Toen de afgelopen jaren de hele afstand geen doorgang kon vinden, volbracht dit team wel de hele afstand.

## Uitslagen
| Editie | Jaar             | Afstanden    | Eerste man                         | Tijd             | Eerste vrouw                  | Tijd                       | Aantal deelnemers | Aantal deelnemers |
| Editie | Jaar             | Afstanden    | Eerste man                         | Tijd             | Eerste vrouw                  | Tijd                       | Mannen            | Vrouwen           |
| ------ | ---------------- | ------------ | ---------------------------------- | ---------------- | ----------------------------- | -------------------------- | ----------------- | ----------------- |
| 1e     | 25/26 mei 1996   | 149 km 50 EM | Ron Teunisse Peter ter Burg        | 13:53.00 8:08    | geen                          | geen                       | 7 8               | 0 1               |
| 2e     | 17/18 mei 1997   | 149 km 50 EM | Wim-Bart Knol Johan Luyben         | 13:45.39 7:01    | Anke Drescher Ria Buiten      | 19:22.11 7:45              | 5 13              | 1                 |
| 3e     | 11/12 april 1998 | 149 km 50 EM | Wim-Bart Knol Roel Keizer          | 13:21.15 6:06.38 | Ria Buiten Corrie Bouwmeester | 16:42.24 7:55.06           | 12 10             | 1 0               |
| 4e     | 22/23 april 2000 | 149 km 50 EM | Wim-Bart Knol Johan Luyben         | 13:01.01 6:45.05 | Ria Buiten Corrie Bouwmeester | 18:14.31 8:23.10           | 22 6              | 1                 |
| 5e     | 30/31 maart 2002 | 149 km 50 EM | Rut Zoutman Jan Nabuurs            | 14:09.14 7:00.56 | Ria Buiten Lies Heijnen       | 18:47.33 8:13.10           | 21 16             | 1                 |
| 6e     | 10/11 april 2004 | 50 EM 20 EM  | Lucien Taelman Onbekend            | 6:07.46 Onbekend | Lies Heijnen Onbekend         | 8:28.20 Onbekend           | 53 Onbekend       | 4 Onbekend        |
| 7e     | 15/16 april 2006 | 50 EM        | Marc Papanikitas                   | 5:19.24          | Petra Knops                   | 7:33.54                    | 47                | 3                 |
| 8e     | 18/19 april 2008 | 100 EM       | Jan Albert Lantink                 | 16:23.27         | Ria Buiten                    | 19:52.08                   | 18                | 2                 |
| 9e     | 3/4 april 2010   | 100 EM 50 EM | Olivier Jacques Jan Albert Lantink | 15:17.35 5:51.20 | Prisca Vis Mieke Hekkers      | 17:59.24 7:29.23           | Onbekend          | Onbekend          |
| 10e    | 6/7 april 2012   | 100 EM 50 EM | Geert Stynen Pieter Mans           | 17:22.56 6:52.56 | geen Anita Joziasse           | geen 8:22.04               | Onbekend          | Onbekend          |
| 11e    | 18/19 april 2014 | 125 km 60 km | Pieter Mans Jan Muller             | 11:22.25 4:47.35 | Esther Devilee Anita Joziasse | buiten tijdslimiet 5:27.00 | 23 49             | 1 7               |
| 12e    | 25/26 maart 2016 | 125 km 60 km | Jan Muller Geordie Klein           | 11:09.58 4:13.30 | Irene Kinnegim Heidi Janssens | 11:15.30 5:36.55           | 19 51             | 5 10              |